# جامع خدا كرم
جامع خدا كرم (بالفارسية: مسجد جامع خدا کرم) هو مسجد تاريخي يعود إلى عصر القاجاريون، ويقع في همدان.